# Dan Nicolae Potra
Dan Nicolae Potra (Timișoara, 28 luglio 1979) è un ex ginnasta rumeno.

## Palmarès

### Olimpiadi
- 1 medaglia:
  - 1 bronzo (Atene 2004 nel concorso a squadre)

### Europei
- 3 medaglie:
  - 3 ori (Patrasso 2002 nel concorso individuale; Patrasso 2002 nel concorso a squadre; Lubiana 2004 nel concorso a squadre)